# Olympische Jugend-Sommerspiele 2014/Teilnehmer (El Salvador)
| Gelbes Symbol für Goldmedaillen mit stilisierten Olympischen Ringen | Graues Symbol für Silbermedaillen mit stilisierten Olympischen Ringen | Braundes Symbol für Bronzemedaillen mit stilisierten Olympischen Ringen |
| ------------------------------------------------------------------- | --------------------------------------------------------------------- | ----------------------------------------------------------------------- |
| —                                                                   | 1                                                                     | —                                                                       |

Die Jugend-Olympiamannschaft aus El Salvador für die II. Olympischen Jugend-Sommerspiele vom 16. bis 28. August 2014 in Nanjing (Volksrepublik China) bestand aus acht Athleten.

## Athleten nach Sportarten

### Reiten
- Sabrina Rivera
Springen Einzel: 4. Platz
Springen Mannschaft: Bronze  (im Team Nordamerika)

### Ringen
Mädchen
- Mayra Vásquez
Freistil bis 52 kg: 8. Platz

### Rudern
Jungen
- Juan Carlos Elías
Einer: 23. Platz

### Schwimmen
| Mädchen - Rebeca Quinteros 400 m Freistil: 26. Platz 800 m Freistil: 23. Platz - Carmen Márquez 200 m Rücken: 27. Platz 50 m Schmetterling: 23. Platz | Jungen - Marcelo Acosta 200 m Freistil: 17. Platz 400 m Freistil: Silber 800 m Freistil: 5. Platz |

### Triathlon
| Mädchen - Giovanna González Einzel: 21. Platz Mixed: 11. Platz (im Team Amerika 3) | Jungen - Bryan Mendoza Einzel: 24. Platz Mixed: 12. Platz (im Team Amerika 4) |